# Horné Trhovište
Horné Trhovište (in ungherese Felsővásárd) è un comune della Slovacchia facente parte del distretto di Hlohovec, nella regione di Trnava.